# Muursterretjesmosschijfje
Het muursterretjesmosschijfje (Lamprospora dictydiola) is een schimmel behorend tot de familie Pyronemataceae. Het heeft een associatie met mossen, mogelijk zwak parasitisch. Het leeft op muren bij levende het gewoon muursterretje (Tortula muralis). Het komt vooral voor op zandsteen.

## Kenmerken
De apothecia zijn 1 tot 2 mm in diameter, oranje van kleur met een duidelijk vliezige rand. De ascus is cilindrisch en bevat acht sporen. Deze ascosporen liggen eenzijdig (uniseriate). De sporen meten 14-16(-17) × 13-15(-16) µm. De sporenornamentatie is circa 0,3 µm breed en vormt een fijnmazig netwerk.

## Verspreiding
Het muursterretjesmosschijfje komt voor in Europa (Canarische Eilanden, Tsjechië, Frankrijk, Georgië, Hongarije, Italië, Portugal, Nederland, Spanje, Zwitserland, Oekraïne, Verenigd Koninkrijk). In Nederland komt het zeer zeldzaam voor.